# Gynaephila nigripalpis
Gynaephila nigripalpis là một loài bướm đêm trong họ Noctuidae.